# Bitch Magnet
Bitch Magnet est un groupe américain de post-hardcore, originaire d'Oberlin, dans l'Ohio. Le groupe est principalement actif à la fin des années 1980 et début des années 1990. Il se reforme brièvement entre 2011 et 2012.

## Historique
Le groupe est formé en 1986 à l'Oberlin College dans l'Ohio, mais ses membres s'installent plus tard en Caroline du Nord. Leur premier enregistrement publié est une cassette audio intitulée Stop Vegetable Abuse. Sort ensuite leur album-EP Stop Booty en 1988. En 1989, le groupe publie son premier album studio, Umber, enregistré par Mike McMackin, et publié au label Communion Records. L'édition CD inclut également les 8 chansons de Star Booty).
Après la séparation de Bitch Magnet en 1990, le chanteur Sooyoung Park et Lexi Mitchell ont rejoint Mac McCaughan de Superchunk pour former le groupe Seam. Le guitariste David Grubbs, l'un des membres fondateurs de Squirrel Bait, quitte le groupe et lance Bastro. Orestes Morfin joue ensuite pour Walt Mink.
Le 31 mars 2011, Bitch Magnet annonce le retour du groupe avec comme formation Fine, Morfin et Park pour un concert à l'édition Nightmare Before Christmas du festival All Tomorrow's Parties, organisé au Royaume-Uni en décembre 2011. Le groupe jouera également à Londres, Bruxelles, Cologne et aux Pays-Bas au Vera Club de Groningue. Le groupe joue son premier concert de réunion en Asie en novembre 2011, à Séoul et Tokyo. Au printemps 2012, Bitch Magnet joue d'autres concerts à Tokyo, Singapour, Hong Kong, et Manille. Leur trois albums sont réédités en décembre 2011 par le label Temporary Residence Limited, annonce faite en octobre la même année, sous format coffret triple-CD en édition deluxe. En juin 2012, le groupe annonce un concert inédit avec le groupe Mass Icon qui se déroulera au club Le Poisson Rouge à New York, en octobre.

## Membres
- Sooyoung Park - guitare basse, chant
- Jon Fine - guitare
- David Grubbs - guitare
- Orestes Delatorre (alias Orestes Morfin) - batterie
- David Galt - guitare

## Discographie

### Albums studio
- 1988 : Star Booty (album/EP)
- 1989 : Umber
- 1990 : Ben Hur

### Singles et EP
- Valmead (split avec Codeine)
- Sadie 7" (single)